# (84340) Jos
(84340) Jos (2002 TO58) – planetoida z pasa głównego asteroid okrążająca Słońce w ciągu 3,68 lat w średniej odległości 2,38 j.a. Odkryta 2 października 2002 roku.